# Archiwum Państwowe w Koszalinie
Archiwum Państwowe w Koszalinie powstało pierwotnie w 1953, rozpoczęło działalność w 1961 roku i do roku 1983 nosiło nazwę Wojewódzkie Archiwum Państwowe w Koszalinie. Obecnie posiada dwa Oddziały Zamiejscowe w Słupsku i Szczecinku, zasięgiem działania obejmuje obszary dawnych województw koszalińskiego i słupskiego. Zasób Archiwum – razem z Oddziałami Zamiejscowymi – to 1850 zespołów archiwalnych i 4170 metrów bieżących akt z lat 1433-2003.

## Historia
Archiwum trzykrotnie zmieniało swoją siedzibę. Od 1988 r. mieści się w budynku przy ul. M. Skłodowskiej-Curie 2 w Koszalinie, który w latach 2003-2006 został gruntownie wyremontowany i przebudowany. Od 1991 r. Archiwum posiada także budynek magazynowy przy ul. Wojska Polskiego 4.
Dyrektorami Archiwum byli dr Bogusław Drewniak (1961-1963), doc. dr Hieronim Rybicki (1963-1978), dr Jan Górski (1979-1985), dr hab. Adam Wirski (1985-2000), mgr Sławomir Miara (2000-2006), mgr Joanna Chojecka (2006-2019) a od 2019 r. jest nim mgr Katarzyna Królczyk.

## Zasób
Archiwum Państwowe w Koszalinie posiada 821 zespołów archiwalnych, które zajmują 2470 metrów bieżących akt z lat 1555-2003. Do najcenniejszych zespołów aktowych należą Akta miasta Koszalina z lat 1555-1945 i Rejencja Koszalińska z lat 1816-1945, a do najczęściej udostępnianych poniemieckie Urzędy Stanu Cywilnego i akta parafii ewangelickich oraz Komitet Wojewódzki PZPR w Koszalinie z lat 1950-1990.